# Lejpuny
Lejpuny (lit. Leipalingis) – miasteczko na Litwie w okręgu olickim w rejonie Druskieniki, położone ok. 12 km na północny zachód od Druskienik, nad rzeką Poserejką, dopływem Niemna. Siedziba starostwa Lejpuny.  
Znajduje się tu poczta, kościół, szkoła, muzeum i park krajobrazowy przy dworze z XVIII/XIX wieku. Dekretem prezydenta Republiki Litewskiej od 2000 roku miejscowość posiada własny herb.
Lejpuny położone były w drugiej połowie XVI wieku w powiecie grodzieńskim województwa trockiego. Za Królestwa Polskiego istniała wiejska gmina Lejpuny.

## Zabytki
- Klasycystyczny pałac Kruszewskich z przełomu XVIII i XIX wieku, według projektu Marcina Knackfusa. W oficynie pałacu obecnie znajduje się muzeum krajoznawcze.
- Kościół pw. Wniebowzięcia NMP wybudowany w latach 1806-1826, przez właściciela majątku, marszałka sejeńskiego Antoniego Kruszewskiego, w miejsce kościoła z 1520 roku wzniesionego przez Sapiehów, który spłonął w 1785 roku. Na placu przy kościele stoi zrekonstruowany przedwojenny Pomnik Niepodległości Litwy.

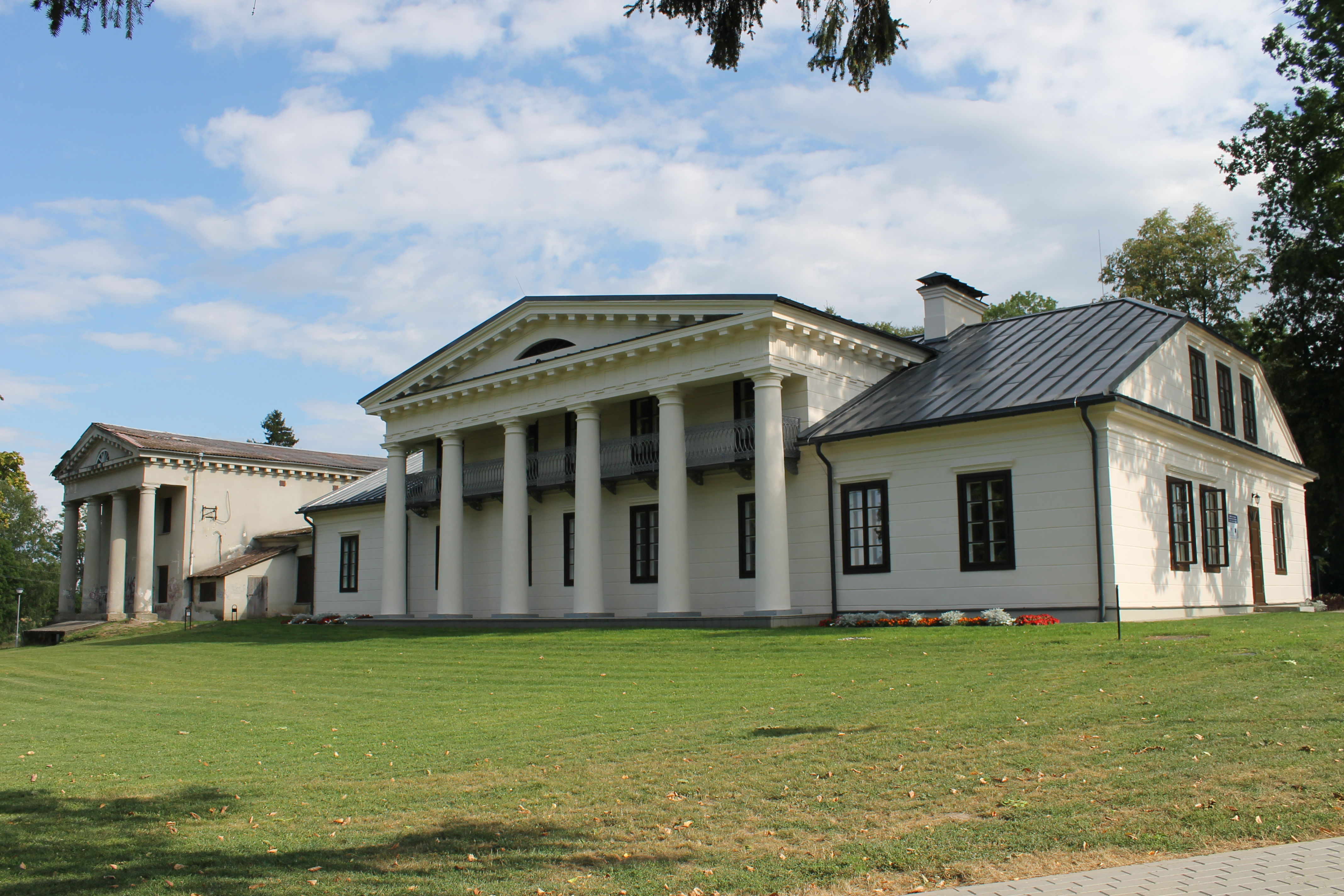
Pałac Kruszewskich
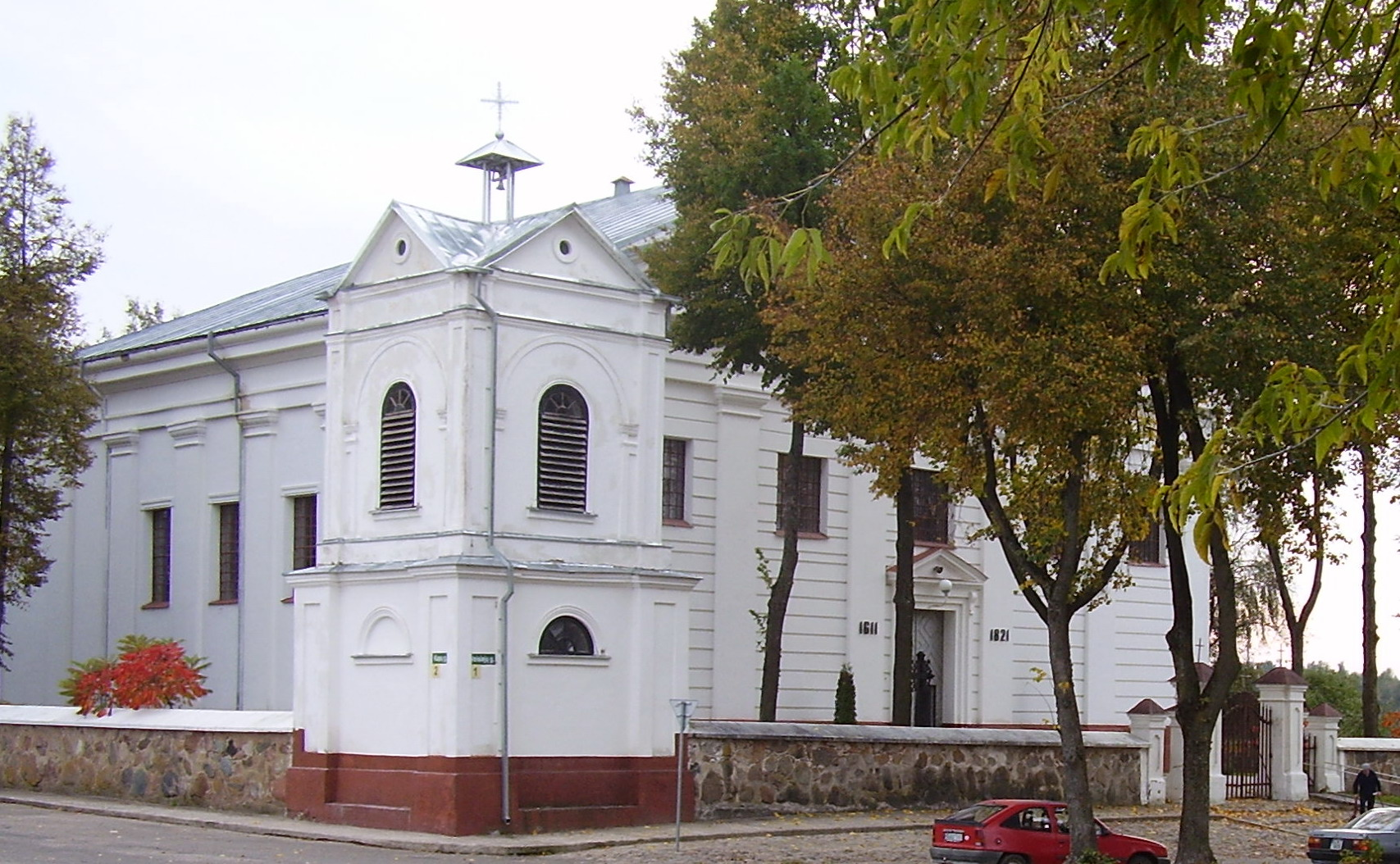
Kościół Wniebowzięcia NMP